# Zbigniew Jaśkiewicz (działacz społeczny)
Zbigniew Jaśkiewicz (ur. 1940) – polski działacz społeczny, tłumacz, z wykształcenia kulturoznawca i germanista.

## Życiorys
Absolwent Uniwersytetu im. Adama Mickiewicza w Poznaniu, gdzie w późniejszych latach, w Instytucie Lingwistyki Stosowanej Wydziału Neofilologii, prowadził wykłady z polityki kulturalnej. W latach 60. był przewodniczącym Rady Okręgowej Zrzeszenia Studentów Polskich w Poznaniu, wiosną 1965 roku doprowadził do organizacji pierwszych poznańskich Juwenaliów. Od 1964 do rozwiązania należał do Polskiej Zjednoczonej Partii Robotniczej. W latach 1976–1986 pełnił obowiązki dyrektora Biura Oddziału Polskiej Akademii Nauk w Poznaniu. W latach 1990–1993 prezes Stowarzyszenia Absolwentów Uniwersytetu im. Adama Mickiewicza w Poznaniu (do dziś wchodzi w skład jego zarządu), w latach 1993–1997 dyrektor naczelny Teatru Polskiego w Poznaniu. Przełożył na polski Żydowskie legendy biblijne autorstwa Micha Josefa Berdyczewskiego. Jest przewodniczącym Rady Fundacji Orbis Tertius – Trzeci Teatr prowadzącej autorski teatr Lecha Raczaka o tej samej nazwie, członkiem Wielkopolskiego Towarzystwa Kulturalnego oraz recenzentem Fundacji Kultury Akademickiej.

## Życie prywatne
Jest mężem prof. Sławomiry Wronkowskiej-Jaśkiewicz.